# Saison 2022 de l'équipe cycliste masculine Trek-Segafredo
La saison 2022 de l'équipe cycliste Trek-Segafredo est la douzième de cette équipe.

## Coureurs et encadrement technique

### Effectif
| Coureur                  | Date de Nais.     | Nationalité        | Équipe en 2021              | Vict. | Cont. | Maillot dist.      |
| ------------------------ | ----------------- | ------------------ | --------------------------- | ----- | ----- | ------------------ |
| Jon Aberasturi           | 28 mars 1989      | Espagne            | Caja Rural-Seguros RGA      | 0     | 2023  |                    |
| Filippo Baroncini        | 26 août 2000      | Italie             | Trek-Segafredo              | 0     | 2023  |                    |
| Julien Bernard           | 17 mars 1992      | France             | Trek-Segafredo              | 0     | 2023  |                    |
| Gianluca Brambilla       | 22 août 1987      | Italie             | Trek-Segafredo              | 0     | 2022  |                    |
| Marc Brustenga           | 4 septembre 1999  | Espagne            | Néo-pro                     | 0     | 2023  |                    |
| Dario Cataldo            | 17 mars 1985      | Italie             | Movistar                    | 0     | 2024  |                    |
| Giulio Ciccone           | 20 décembre 1994  | Italie             | Trek-Segafredo              | 1     | 2024  |                    |
| Jakob Egholm             | 27 avril 1998     | Danemark           | Trek-Segafredo              | 0     | 2022  |                    |
| Kenny Elissonde          | 22 juillet 1991   | France             | Trek-Segafredo              | 0     | 2023  |                    |
| Tony Gallopin            | 24 mai 1988       | France             | AG2R Citroën                | 0     | 2023  |                    |
| Amanuel Gebrezgabihier   | 17 août 1994      | Érythrée           | Trek-Segafredo              | 0     | 2023  |                    |
| Asbjørn Hellemose        | 15 janvier 1999   | Danemark           | Trek-Segafredo              | 0     | 2023  |                    |
| Markus Hoelgaard         | 4 octobre 1994    | Norvège            | Uno-X Pro                   | 0     | 2023  |                    |
| Daan Hoole               | 22 février 1999   | Pays-Bas           | Trek-Segafredo              | 0     | 2023  |                    |
| Alexander Kamp           | 14 décembre 1993  | Danemark           | Trek-Segafredo              | 1     | 2022  | - Route            |
| Alex Kirsch              | 12 juin 1992      | Luxembourg         | Trek-Segafredo              | 0     | 2023  |                    |
| Emīls Liepiņš            | 29 octobre 1992   | Lettonie           | Trek-Segafredo              | 1     | 2023  | - Route            |
| Juan Pedro López         | 31 juillet 1997   | Espagne            | Trek-Segafredo              | 0     | 2023  |                    |
| Bauke Mollema            | 26 novembre 1986  | Pays-Bas           | Trek-Segafredo              | 1     | 2026  | - Contre-la-montre |
| Jacopo Mosca             | 29 août 1993      | Italie             | Trek-Segafredo              | 0     | 2023  |                    |
| Matteo Moschetti         | 14 août 1996      | Italie             | Trek-Segafredo              | 2     | 2022  |                    |
| Mads Pedersen            | 18 décembre 1995  | Danemark           | Trek-Segafredo              | 10    | 2025  |                    |
| Simon Pellaud            | 6 novembre 1992   | Suisse             | Androni Giocattoli-Sidermec | 0     | 2022  |                    |
| Quinn Simmons            | 8 mai 2001        | États-Unis         | Trek-Segafredo              | 0     | 2023  |                    |
| Mattias Skjelmose Jensen | 26 septembre 2000 | Danemark           | Trek-Segafredo              | 2     | 2024  |                    |
| Toms Skujins             | 15 juin 1991      | Lettonie           | Trek-Segafredo              | 1     | 2024  | - Contre-la-montre |
| Jasper Stuyven           | 17 avril 1992     | Belgique           | Trek-Segafredo              | 0     | 2025  |                    |
| Edward Theuns            | 30 avril 1991     | Belgique           | Trek-Segafredo              | 0     | 2023  |                    |
| Antonio Tiberi           | 24 juin 2001      | Italie             | Trek-Segafredo              | 1     | 2024  |                    |
| Antwan Tolhoek           | 29 avril 1994     | Pays-Bas           | Jumbo-Visma                 | 0     | 2023  |                    |
| Otto Vergaerde           | 15 juillet 1994   | Belgique           | Alpecin-Fenix               | 0     | 2023  |                    |
| Coureurs stagiaires.     |                   |                    |                             |       |       |                    |
| Thibau Nys               | 12 novembre 2002  | Belgique           | Baloise Trek Lions          | 0     | 2024  |                    |
| Mathias Vacek            | 12 juin 2002      | République tchèque | Gazprom-RusVelo             | 0     | 2024  |                    |

## Champions nationaux, continentaux et mondiaux
| Date         | Course                                         | Maillot | Coureurs       | Pays     | Lieu    |
| ------------ | ---------------------------------------------- | ------- | -------------- | -------- | ------- |
| 22 juin 2022 | Championnats de Lettonie du contre-la-montre   |         | Toms Skujiņš   | Lettonie | Vangas  |
| 22 juin 2022 | Championnats des Pays-Bas du contre-la-montre  |         | Bauke Mollema  | Pays-Bas | Emmen   |
| 26 juin 2022 | Championnats du Danemark de cyclisme sur route |         | Alexander Kamp | Danemark | Aalborg |
| 26 juin 2022 | Championnats de Lettonie de cyclisme sur route |         | Emīls Liepiņš  | Lettonie | Kuldīga |